# Spöland

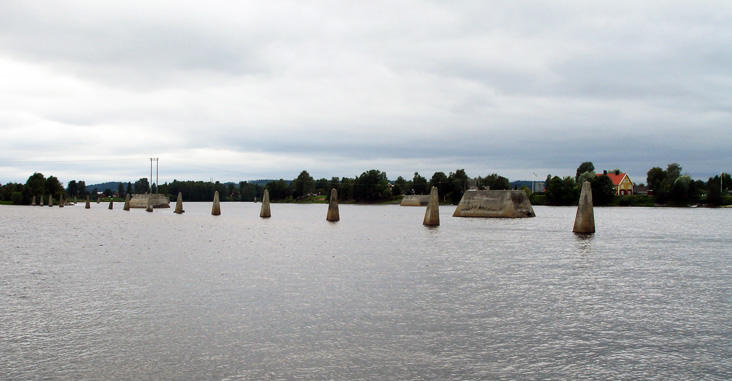
Lämningar efter magasinet i Vindelälven vid Spöland.

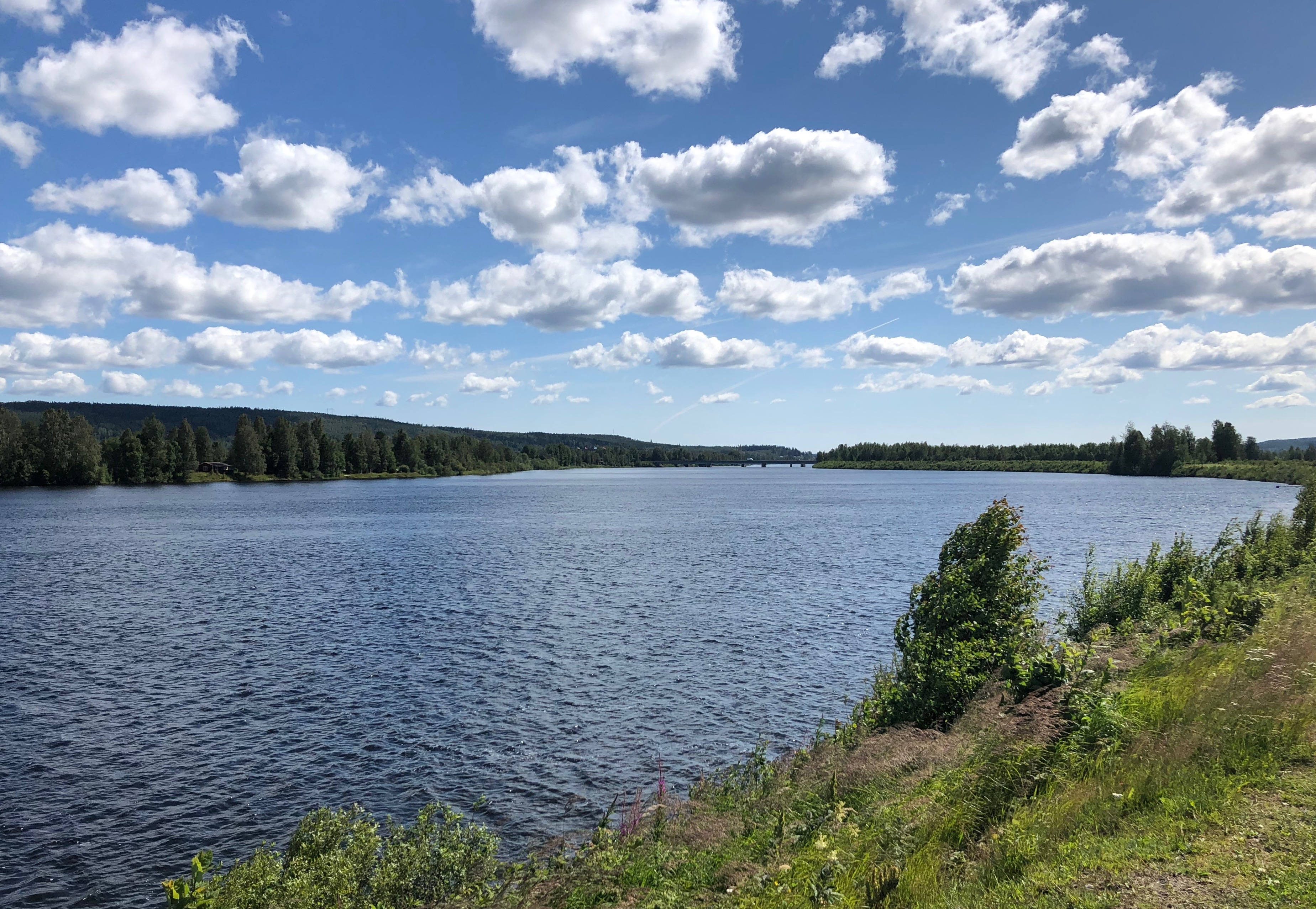
Umeälvsbron (E12/Blå vägen) vid Vännäsby, sedd från Spöland.

Spöland är en by i Vännäs kommun i Västerbottens län. Det är den nedersta byn vid Vindelälven före sammanflödet med Umeälven och den delas av älven i småorterna Västra Spöland och Östra Spöland. 

## Historia
Det tidigaste omnämnandet av Spöland finns i Gustav Vasas jordebok från 1543, då byn hörde till Umeå socken.
På 1600- och 1700-talen gick färdleden från Umeå till Lycksele över Vindelälven vid Spöland och fortsatte norrut mot Jämteböle. Linné nämner platsen i berättelsen om sin lappländska resa. I samband med Linnéjubileet 2007 iordningställdes en åtta kilometer lång vandringsled, kallad Linnévägen, från Västra Spöland till Jämteböle.
I början på 1900-talet samlades allt timmer som flottades på Vindelälven upp i ett stort magasin i Spöland innan det släpptes vidare till Umeälven. Åren 1939–1940 byggdes stora bomkistor och dykdalber av betong ute i älven för förankring av virket. Flottningen i Vindelälven upphörde 1976, men anläggningen finns fortfarande kvar.
När järnvägen mellan Vännäs och Umeå byggdes 1891 fick en av stationerna namnet Spöland. Den låg dock inte i byn Spöland utan i samhället Vännäs nära älvarnas sammanflöde. Eftersom stationen Vännäs redan fanns vid stambanan (där det växte fram en ny ort som också fick namnet Vännäs) så tog man namnet från den närmsta orten. Detta ledde till att den gamla orten Vännäs (Wendenäs, vid älvarnas sammanflöde) började kallas för Spöland. Denna förvirring rådde ända till 1940 då gamla Vännäs, som kallades Spöland, bytte namn till Vännäsby. Idrottsföreningen Spölands IF, grundad 1916, hade alltså sin hemort i nuvarande Vännäsby och inte i byn Spöland.
Våren 1938 drabbades byn av omfattande översvämningar, den så kallade Spölandskatastrofen. Värst drabbades dock nuvarande Vännäsby, som vid den tiden kallades Spöland. 
Släktnamnet Spolander har bildats från bynamnet.